# Poubaite
La poubaite è un minerale.